# Lucilia bufonivora
Lucilia bufonivora  — вид двокрилих комах родини каліфорид (Calliphoridae). Вид широко поширений в Центральній Європі. Муха є справжнім паразитом жаб,  її личинки розвиваються у носовій порожнині господаря,  і за її межами не може жити. 

## Опис
Досягає в довжину до 9 мм і має золотисто-зелений з металевим відтінком колір. Личинки вершково-білого забарвлення, схожі на личинок мух, які живляться на мертвих тваринах і гниючому м'ясі.

## Розмноження
Самка з дозрілими яйцями рідко відкладає їх на тіло жаби, зазвичай вона походжає перед нею доти, поки жаба її не з'їсть. У кишечнику жаби з яєць виходять личинки мухи, які потім проникають в носову порожнину, де і відбувається їх розвиток. Так, ціною власного життя самка забезпечує благополуччя відразу всьому своєму потомству.